# Horné Turovce
Horné Turovce (Hongaars: Felsőtúr) is een Slowaakse gemeente in de regio Nitra, en maakt deel uit van het district Levice.
Horné Turovce telt 597 inwoners.